# Голосов переулок

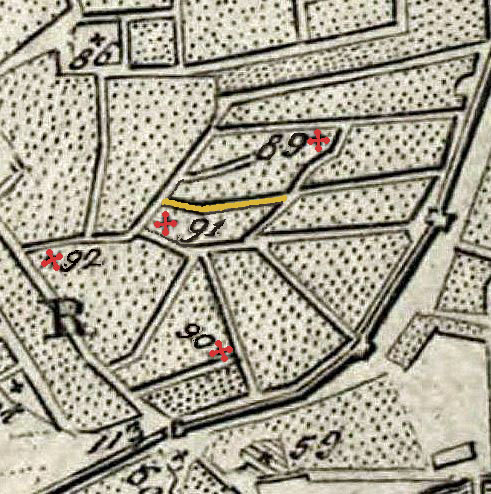
Мичуринский план Москвы 1739 года.
Жёлтым цветом обозначен исчезнувший Голосов переулок.
Красным цветом обозначены церкви под №№ 89—церковь Трёх Святителей, 90—церковь Петра и Павла, 91—церковь Николы в Подкопаях, 92—церковь Рождества Богородицы. Под № 113—Яузские ворота Белого города.

Голосов переулок — переулок Белого города (урочище Кулишки) в центре Москвы в районе нынешней Хитровки, существовавший до 1745 года между Хитровским и Подкопаевским переулками.

## Происхождение названия
Голосов переулок назван в XVII веке по обширным усадьбам Тимофея (отец) и Лукьяна (сын) Голосовых.

## История
Голосовы, по фамилии которых был назван исчезнувший переулок, поселились у церкви Николы в Подкопаях в середине XVII века.

«Среди новых прихожан в Строельной книге 1657 года записан Лукьян Тимофеевич Голосов, живший в нынешнем Хитровском переулке, рядом с отцом, Тимофеем Голосовым — прихожанином Трёхсвятительского храма. В 1657 году Лукьян Голосов был дьяком Аптекарского приказа, затем участвовал в посольстве Никиты Одоевского в Польшу, а в 1682 году стал думным дворянином».— 
В 1701 году Лукьян Голосов продал свой двор подьячему Протопопову.
В 1745 году Голосов переулок был закрыт и разделён между домовладельцам по общему согласию Толстого, Ушакова, Глебовой и семьи Лопухиных, чьи владения с этим переулком граничили.